# فاریاب (دشتستان)
فاریاب، روستایی است از توابع بخش بوشکان در شهرستان دشتستان استان بوشهر ایران.

## جمعیت
این روستا در دهستان پشتکوه قرار داشته و براساس سرشماری سال ۱۳۹۰ جمعیت آن ۲۰۶۹نفر (۵۷۳خانوار) می‌باشد که در سال ۱۳۸۵ جمعیت آن ۲۰۲۷نفر (۴۸۳خانوار) بوده‌است.
روستای فاریاب در فاصله ۷۵ کیلومتری برازجان (مرکز شهرستان دشتستان) قرار دارد. اگر کسی از استان فارس قصد مسافرت به این روستا داشته باشد باید ابتدا وارد شهرستان فراشبند سپس به شهر بوشکان، روستای خون، شهر کلمه مرکز بخش بوشکان و در نهایت به روستای فاریاب وارد می‌شود.
فاریاب دارای آب و هوای تقریباً معتدل و نسبتاً سر سبز است که طبیعت این روستا از اماکن گردشگری استان بوشهر به‌شمار می‌رود. اگر از سمت بوشهر قصد مسافرت به این روستا را داشته باشیم ابتدا وارد شهر اهرم شده و سپس از جاده اهرم فراشبند با گذشتن از تونل پیامبر اعظم و رودخانه تنگ باهوش وارد فاریاب می‌شویم. از سمت برازجان از جاده بهمرد ابتدا وارد شهر کلمه شده و از آنجا به فاریاب وارد می‌شویم.

## محصولات
عمده محصولات کشاورزی این روستا خرما (از دو نوع قصب و کبکاب) است. سایر انواع خرما نیز در این روستا به مقدار کمتر تولید می‌گردد.

## مراسم سنتی
هر ساله مردم این روستا یک روز از سال را با هماهنگی و در روز تعطیل (بیشتر جمعه) در محل پارک فضای سبز نزدیک قدمگاه امیر المومنین دور هم جمع می‌شوند و نهار را بر سر یک سفره می‌خورند که این از دیر باز نشانه نوعی اتحاد میان این مردم است؛ و همچنین این مراسم را برای دعای باران نیز برگزار می‌کنند. در این روز تمام اهالی روستا (چه کسانی که در روستا زندگی می‌کنند و چه کسانی که در جاهای دیگر زندگی می‌کنند) به روستا مراجعه و در این مراسم شرکت می‌کنند.
در گویش محلی به این مراسم (او آش آغا) می‌گویند.

## اماکن دولتی
اماکن دولتی در این روستا
1. حوزه مقاومت بسیج بخش بوشکان
2. خانه بهداشت فاریاب
3. دهیاری فاریاب
4. مخابرات فاریاب
5. اداره پست فاریاب
6. اداره جهاد کشاورزی بخش بوشکان

## اماکن آموزشی دولتی
1. دبستان بلال حبشی
2. دبستان صدیقه معصومه
3. راهنمایی ابوذر غفاری
4. راهنمایی صدیقه کبری
5. دبیرستان فارابی
6. دبیرستان طلیعه
7. پیش دانشگاهی فارابی
8. پیش دانشگاهی طلیعه

## اماکن ورزشی
1. ورزشگاه شهداء فاریاب
2. زمین چمن مصنوعی فوتسال فاریاب
3. سالن سر پوشیده امیر المومنین

## سایر اماکن
1. کتابخانه شهید بهشتی (حسینیه شهید بهشتی)
2. کتابخانه شهید حسینی صفت
3. پارک فضای سبز و ورزشی
4. پارک جنگلی
5. نخلستانها
6. قدمگاه امیرالمؤمنین (زیارتی)